# 吴凯 (化学家)
吴凯，北京大学教授，主要从事表面结构及模型催化剂、表面分子吸附与反应调控、分子组装调控的表面化学等方面的研究工作。担任《中国化学快报》编委，入选中华人民共和国教育部2009年度"长江学者"特聘教授。